# Valea Seacă, Neamț
Valea Seacă este un sat în comuna Bălțătești din județul Neamț, Moldova, România.